# Opération Léa
Haiphong – Hanoi – Papillon – Léa – Ceinture – Route Coloniale 4 – Vĩnh Yên – Mạo Khê – Sông Đáy – Hòa Bình – Nghia Lo
– Lorraine – Nà Sản – Bretagne – Adolphe – Laos I – Atlante – Camargue – Hirondelle – Brochet – Mouette – Laos II – Điện Biên Phủ –  Mang-Yang-Pass
Die Opération Léa war eine französische Militäroperation während des Indochinakriegs. Dabei versuchten vom 7. Oktober bis zum 8. November 1947 französische Kräfte den Rückzugsraum der Việt Minh im Viet Bac überraschend zu besetzen und die Unabhängigkeitsbewegung dort zu zerschlagen. Die Aktion fügte zwar der Việt Minh schwere Verluste zu, konnte das Ziel, deren Organisation zu eliminieren, nicht erreichen.

## Vorgeschichte
Während der Augustrevolution 1945 hatten die Việt Minh in weiten Teilen des Landes die Macht übernommen und die Demokratische Republik Vietnam als souveränen Staat aufgerufen. Dies wurde von der französischen Kolonialmacht, die sich weiterhin als Träger der Souveränität über Indochina sah, nicht akzeptiert. Infolgedessen wurden die Viet Minh durch militärisches Eingreifen des französischen Expeditionskorps zuerst in Süd- und dann in Nordvietnam in den Untergrund getrieben. Die Viet Minh setzten den Widerstand aus ihrem ländlichen Rückzugsgebiet des Viet Bac fort. 
Der französische Oberkommandierende in Indochina General Jean-Étienne Valluy sah die Möglichkeit eines schnellen Sieges durch eine rasche Beseitigung des Rückzugsraums der Việt Minh im Viet Bac. Dabei sollten die dortigen Strukturen der Guerilla zerschlagen und auch die Führung in französische Hand gebracht werden. Valluy schilderte seiner politischen Führung die Operation als kriegsentscheidenden Schlag gegen die Unabhängigkeitsbewegung. Valluy stand dabei unter Druck, die Ressourcen für den Krieg zu rechtfertigen, da im Parlament Pläne diskutiert wurden, die Truppenstärke in Indochina zu reduzieren. Valluy wollte handeln, bevor diese Pläne umgesetzt würden.

## Verlauf

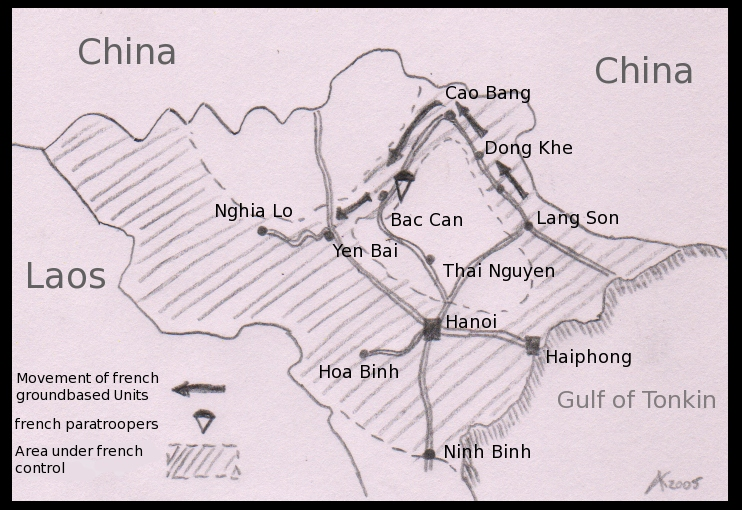
Karte der Operationen im Herbst 1947

Valluy plante eine überraschende Luftlandung von rund 1000 Fallschirmjägern im Zentrum des Viet Bac bei Bac Can. Weitere Kräfte sollten über den Landweg von Lạng Sơn nach Cao Bang vorrücken. Ebenso sollte ein amphibischer Verband auf dem Fluss Sông Lô vorrücken. Das dadurch umzingelte Hinterland der Rebellen sollte dann von den Truppen ausgeräumt werden. Die Luftlandeoperation bei Bac Can begann am 7. Oktober und überraschte die Viet Minh. Die Führung der Việt Minh um Hồ Chí Minh und Võ Nguyên Giáp konnte jedoch flüchten. Die landgebundenen Truppen kamen aufgrund Sabotage und Hinterhalte nur langsam voran. Am 13. Oktober konnten sie die immer noch bei Bac Can kämpfenden Fallschirmjäger erreichen. Am 19. Oktober vereinigten sich die landgestützten und amphibischen Truppenteile bei Chien Hoa und schlossen damit den Ring um den Viet Bac. Somit hatten die Kolonialtruppen ein rund 150 auf 150 Kilometer großes Gebiet mit mehreren Zehntausend Angehörigen von Viet-Minh-Truppen eingeschlossen.
Der Einkesselungsring blieb jedoch ineffektiv und wurde von ganzen Regimentern der Viet Minh umgangen. Die Unabhängigkeitsbewegung konnte sich durch hinhaltenden Widerstand und Nutzung von Guerillataktiken rasch wieder konsolidieren. Am 8. November wurde die Operation abgebrochen, nachdem sich Valluy von ihr keinen durchschlagenden Erfolg mehr erwartete.

## Folgen
Valluy versuchte durch die Opération Ceinture die Viet Minh weiter zu schwächen, die Hoffnung auf einen schnellen Sieg war durch den Misserfolg der Operation Lea jedoch zerschlagen. Die französischen Kräfte berichteten nach eigenen Angaben, mehrere Tausend Guerillakämpfer getötet zu haben.